# Гуштер са острва Ванкувер
"Гуштер" са острва Ванкувер (енгл. Vancouver Island Lizard) је наводно криптид са острва Ванкувер (Канада).

## Опис криптида
Наводно се описује као мали необични гмизавац који хода на задњим ногама и налик је на Тероподског диносаура.